# Juha Rehula
Juha Tapani Rehula, né le 3 juin 1961 à Hollola, est un homme politique finlandais membre du Parti du centre (Kesk). Il est député à la Diète nationale depuis 1996 et ministre des Affaires sociales entre 2010 et 2011.

## Biographie

### Formation et vie professionnelle
Élu conseiller municipal de Hollola en 1985, il est diplômé en sciences sociales de l'université de Tampere en 1990, puis travaille dans l'administration publique territoriale jusqu'en 1999.

### Débuts en politique
En 1996, à la suite de l'élection de Sirkka-Liisa Anttila au Parlement européen, il devient député de la circonscription de Häme à la Diète nationale. Il est élu deuxième vice-président du groupe parlementaire en 2006, puis président de la commission des Affaires sociales et de la Santé l'année d'après.

### Entrée au gouvernement
À la suite de la nomination de Liisa Hyssälä à la direction de la Sécurité sociale, Juha Rehula est choisi comme nouveau ministre des Affaires sociales et de la Santé le 24 mai 2010, dans le gouvernement de coalition de centre-droit du Premier ministre centriste Matti Vanhanen. Il est reconduit par sa successeur, Mari Kiviniemi, le 22 juin suivant.
Du fait des résultats des élections législatives du 17 avril 2011, le Kesk est exclu de la majorité parlementaire. Le 22 juin suivant, il doit donc quitter ses fonctions exécutives. Il est réélu parlementaire aux élections de 2015.

### Vie privée
Marié, il est père de deux enfants.